# Bitirka
Bitirka (en rus: Бутырка) és un poble de l'óblast de Volgograd, a Rússia, segons el cens del 2010 tenia 327 habitants. Pertany al districte de Jírnovsk.